# Cotana grandis
Cotana grandis är en fjärilsart som beskrevs av Rothschild 1917. Cotana grandis ingår i släktet Cotana och familjen Eupterotidae. Inga underarter finns listade i Catalogue of Life.